# Юсифзаде, Мирза Джалал
Мирза Джалал Юсифзаде (азерб. Mirzə Cəlal Yusifzadə; 1862, Шуша, Шушинский уезд, Елизаветопольская губерния, Российская империя — 1931, Шуша, Шушинский район, НКАО, Азербайджанская ССР, ЗСФСР, СССР) — азербайджанский поэт, писатель, редактор. Один из авторов оперы «Фархад и Ширин», издатель и редактор первой газеты, издаваемой на таджикском языке, член Национального Совета Азербайджанской Республики и партии «Дифаи».

## Биография
Мирза Джалал Юсифзаде родился в 1862 году в городе Шуша в семье знатока персидского языка и таджикской литературы Гаджи Мирзы Али Акбара. Здесь он получил начальное образование и освоил арабский и персидский языки. Позже он продолжил свое образование в медресе в Тебризе.

## Деятельность
После возвращения в страну некоторое время занимался педагогической деятельностью. Также увлекался искусством, писал газели и стихотворные рассказы. Писал в газетах
«Хаят», «Иршад, «Таза хаят», «Иттифаг», «Хилал», «Асари-хагигат», «Седайе-хагг» и других, подписываясь, как «Дж.Дж.Й», «Джалал Карабаги», «Джалал Юсифи», «Мирза Джалал Юсифзаде».
6 марта 1911 года в цирке братьев Никитиных в Баку была поставлена опера «Фархад и Ширин» Мирзы Джалала. Либретто было написано Мирзой Джалалом, музыка — таристом Мирзой Зейналом.
Либретто оперы было написано Мирзой Джалалом Юсифзаде под названием «Любовная история истории, вдохновлённой произведениями покойного шейха Низами» и опубликовано в виде 31-страничного буклета.
В Баку Юсифзаде начал издавать газету «Хакикати-афкар» («Правда мысли») на азербайджанском языке.
Возглавлял персидский отдел в редакции журнала «Молла Насреддин»
Затем его пригласили работать редактором первой таджикской газеты «Бухара-Шариф» («Благородная Бухара»), которая начала выходить в городе Новая Бухара. Первый номер газеты вышел 11 марта 1912 года. Он являлся редактором газеты «Бухара-Шариф», тираж которой с 11 марта 1912 года по 2 января 1913 года составил 153 экземпляра, и издавал четырёхстраничное трёхнедельное приложение под названием «Туран» к газете на узбекском и турецком языках. Юсифзаде являлся автором большинства редакционных статей газеты. В своих статьях он выступал за необходимость развития образования. Делал публикации о таджикской поэзии, публиковал свои стихи. Всего он опубликовал в газете более 200 статей.
Таким образом, он заложил основу таджикской национальной печати. 11 марта, день выхода в свет первого номера «Бухара Шариф», отмечается в Таджикистане как День национальной печати.
Вернувшись в Баку в 1913 году, Мирза Джалал Юсифзаде работал в газетах «Садайи-хакк» (1912—1915) и «Игбал» (1914—1915) и сумел вновь поставить оперу «Фархад и Ширин» в драматическом обществе «Сафа».
В начале 1918 года он был избран депутатом Закавказского сейма.
Являлся членом Национального совета Азербайджана. В Национальном совете являлся сторонником «Мусават» и группы демократических нейтралов. Принимал участие в заседании Национального совета, на котором АДР была объявлена независимой демократической республикой в пределах Восточного и Южного Закавказья и была оглашена декларация независимости Азербайджана.
Во времена АДР активно сотрудничал с газетой «Азербайджан». После падения республики работал учителем в Джебраильском районе и Баку.
Его сын, Али Юсиф, участвовал в Первом тюркологическом съезде, проходившем в Баку в 1926 году, в качестве секретаря и переводчика.
Мирза Джамал Юсифзаде был членом карягинского отделения партии Дифаи.
Умер в Баку в 1931 году.

## Память
Первые краткие и точные сведения о Мирзе Джалал Юсифзаде встречаются в азербайджанской литературе в книге «Тазкирейи-Навваб», подготовленной Мир Мохсун Наввабом в 1892 году. М.М. Навваб писал о дате его рождения, роде занятий и характере:

Г-н Ахунд Мирза Джалал Ахунд Гаджи Мирза Алекпер оглы из числа жителей Карабахской области. Он родился в 1277 году, ему сейчас 33 года. Это молодой человек доброй воли, доброты и добродушия. Под покровительством Гаджи Керим хан бин Захир ад-Давлат Ибрагим хана Гаджара в течение десяти лет он изучал науки. Иногда он писал стихи на турецком и персидском языках. Стихи он писал отрывками, единого дивана у него нет. Стихи, написанные ниже, принадлежат этому господину. Он написал их своим почерком в месяце рабби-уль-авваль 1310 года.
В рецензии на оперу «Фархад и Ширин», опубликованной в газете «Игбал» от 20 января 1914 года, М.Э. Расулзаде назвал М. Юсифзаде «просвещенным ученым и востоковедом с обширными знаниями».

## Семья
После смерти первой жены Мирзы Джалала Юсифзаде Лейлы он женился во второй раз на Зибе ханум. От первого брака у него были сын по имени Али Юсиф и две дочери по имени Сахба и Шахла. От второго брака родился сын Алим Юсифзаде.
Его сын, Али Юсиф, был в числе студентов АДР, отправленных на учёбу за границу. В 1919 году он был отправлен изучать право в Париже. Был репрессирован в 1937 году.